# Cantó de Marsella La Bèla de Mai
El cantó de Marsella La Bèla de Mai  és un cantó francès del departament de les Boques del Roine, situat al districte de Marsella. Compta amb part del municipi de Marsella.

## Municipis
Aplega els següents barris de Marsella:
- La Bèla de Mai
- Saint-Lazare
- La Vilette
- Félix Pyat

| Data d'elecció                           | Identitat        | Partit | Qualitat |
| ---------------------------------------- | ---------------- | ------ | -------- |
| 1964-1993                                | Roger Donadio    | PCF    |          |
| 1993-1994                                | Jean Dufour      | PCF    |          |
| 1994-1996                                | Bernard Tapie    | PRG    |          |
| 1996-2001                                | Jean Dufour      | PCF    |          |
| 2001-                                    | Lisette Narducci | PS     |          |
| les dades anteriors no són pas conegudes |                  |        |          |